# Randolph County (Alabama)
Randolph County is een county in de Amerikaanse staat Alabama.
De county heeft een landoppervlakte van 1.505 km² en telt 22.380 inwoners (volkstelling 2000). De hoofdplaats is Wedowee.

## Bevolkingsontwikkeling

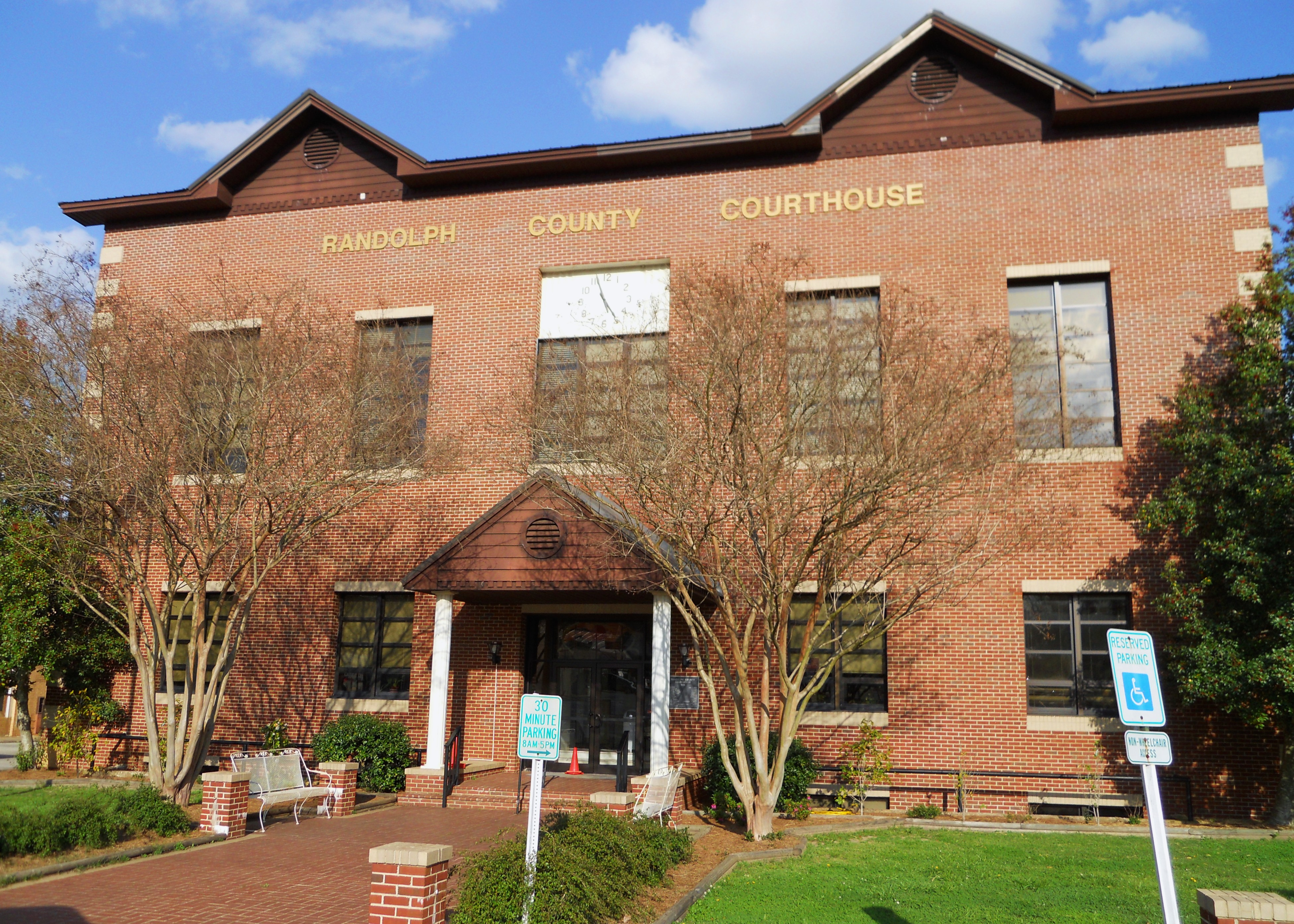
Randolph County Courthouse